# 鍵盤 (楽器)

典型的な鍵盤のレイアウトの模式図

鍵盤（けんばん、英: keyboard）は、楽器の演奏機構の一つ。特定の音高に関連付けられる操作媒体である鍵（けん、英: key）を並べたものである。鍵盤楽器の操作部。

## 鍵盤の種類

### 手鍵盤
現在、ピアノに見られるような一般的な手鍵盤は、1オクターヴを、全音が二つ、半音、全音が三つ、半音、という間隔で分割する全音階に基づき鍵を配置し、その幹音群の間の派生音を、上に突き出た短い鍵に割り当てる。両者を視覚的に区別するために色を変える事が一般的である。 現代においては、幹音の鍵盤を「白鍵」と呼び、派生音の鍵盤を「黒鍵」と呼ぶのが一般的であるが、一部のオルガンやチェンバロなどにおいて見られるように、一般的な配色とは逆の仕様のものも存在する。そのため「白鍵」・「黒鍵」という呼称は、音楽の上では場合によって誤解を伴う用語であるため、厳密さが求められる場合は避けられる。このため幹音の長い鍵盤（現代の白鍵に相当）を「長鍵」、派生音の短い鍵盤（現代の黒鍵に相当）を「短鍵」と呼ぶこともある。
親指は他の指とは付き方が異なるため、かつては鍵盤楽器の演奏における使用は消極的であった。そのため18世紀頃までの楽器の鍵盤は現在のものより奥行きが短い。しかしながら、古典派の時代には親指をくぐらせる運指が一般的となり、幹音の鍵の手前側の寸法が長くとられた、親指で奏しやすい形状となった。
オルガンの演奏台は複数の手鍵盤を持つものが多く、特に多いものでは上部へいくほど傾斜がつけられることがある。
18世紀頃までの鍵盤楽器には最低音域がショート・オクターヴやブロークン・オクターヴの変則配列の鍵盤がしばしば見られる。

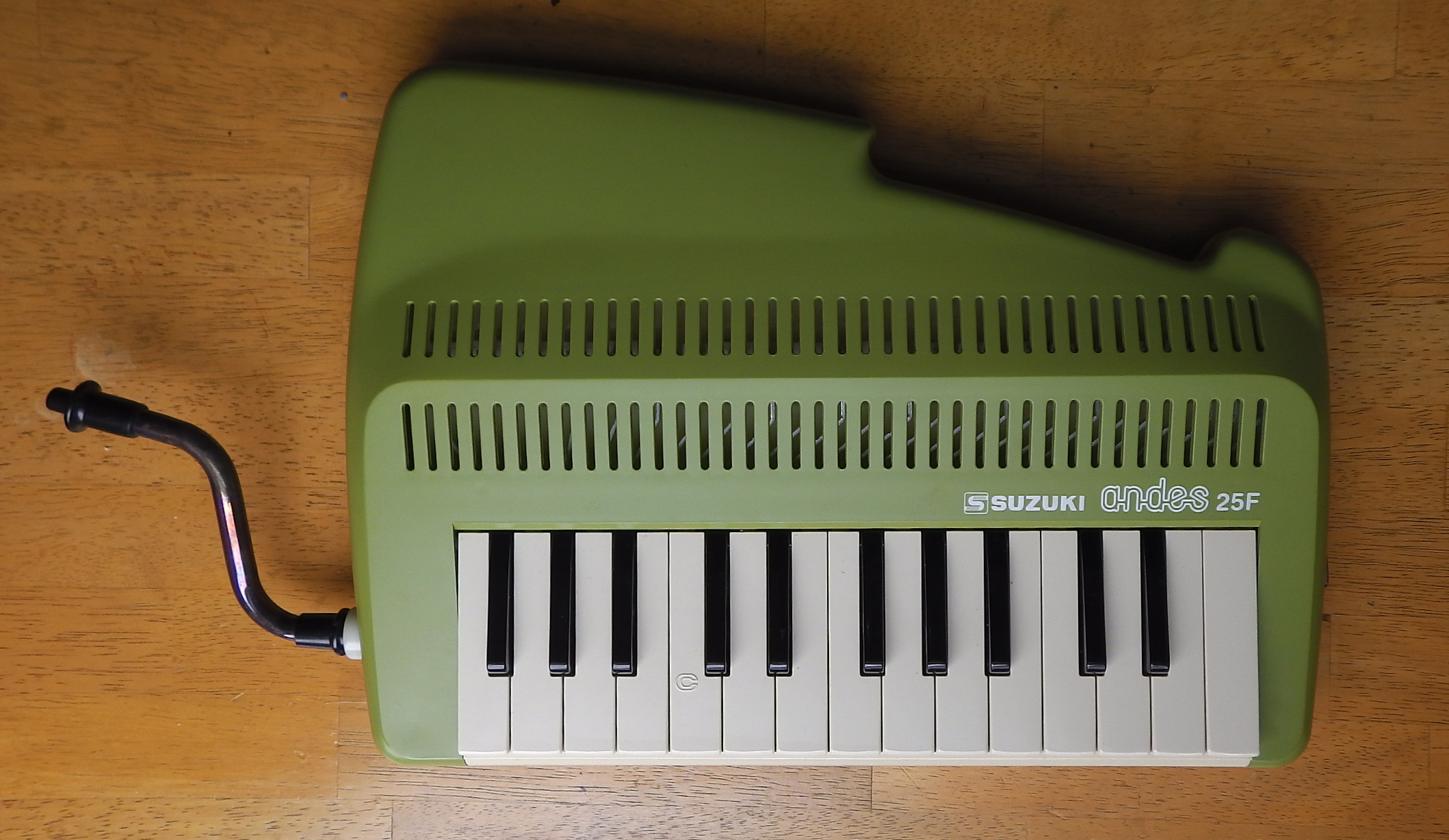
ピアノ式鍵盤を備えた鍵盤笛。
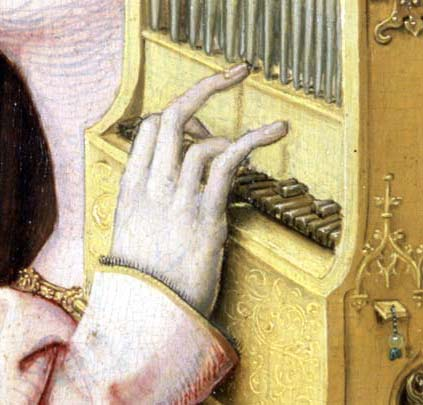
1501年の絵画に描かれたポルタティフ・オルガンの手鍵盤。
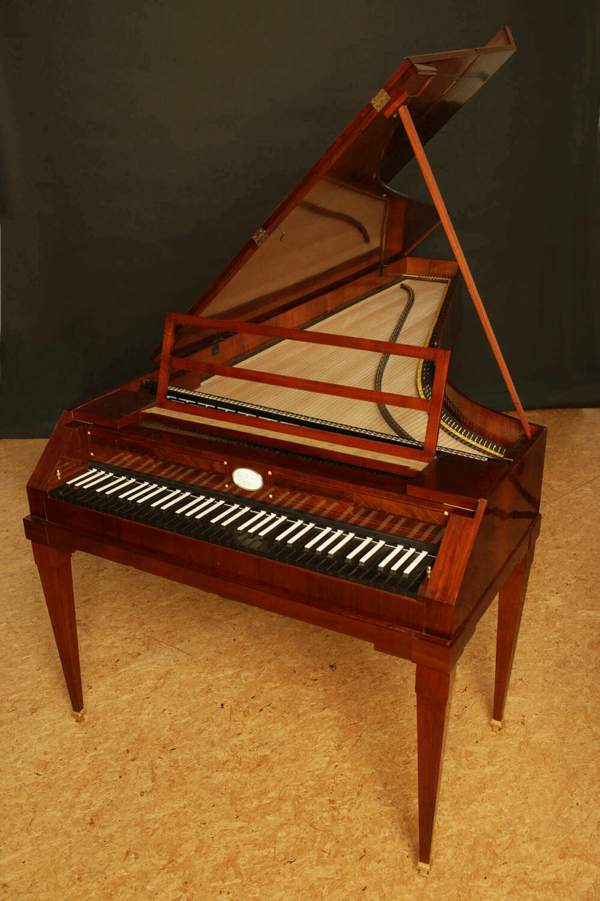
黒鍵と白鍵の白黒が逆転したピアノの例。アントン・ワルターが1805年頃製作した楽器のレプリカ、ポール・マクナルティー製作。
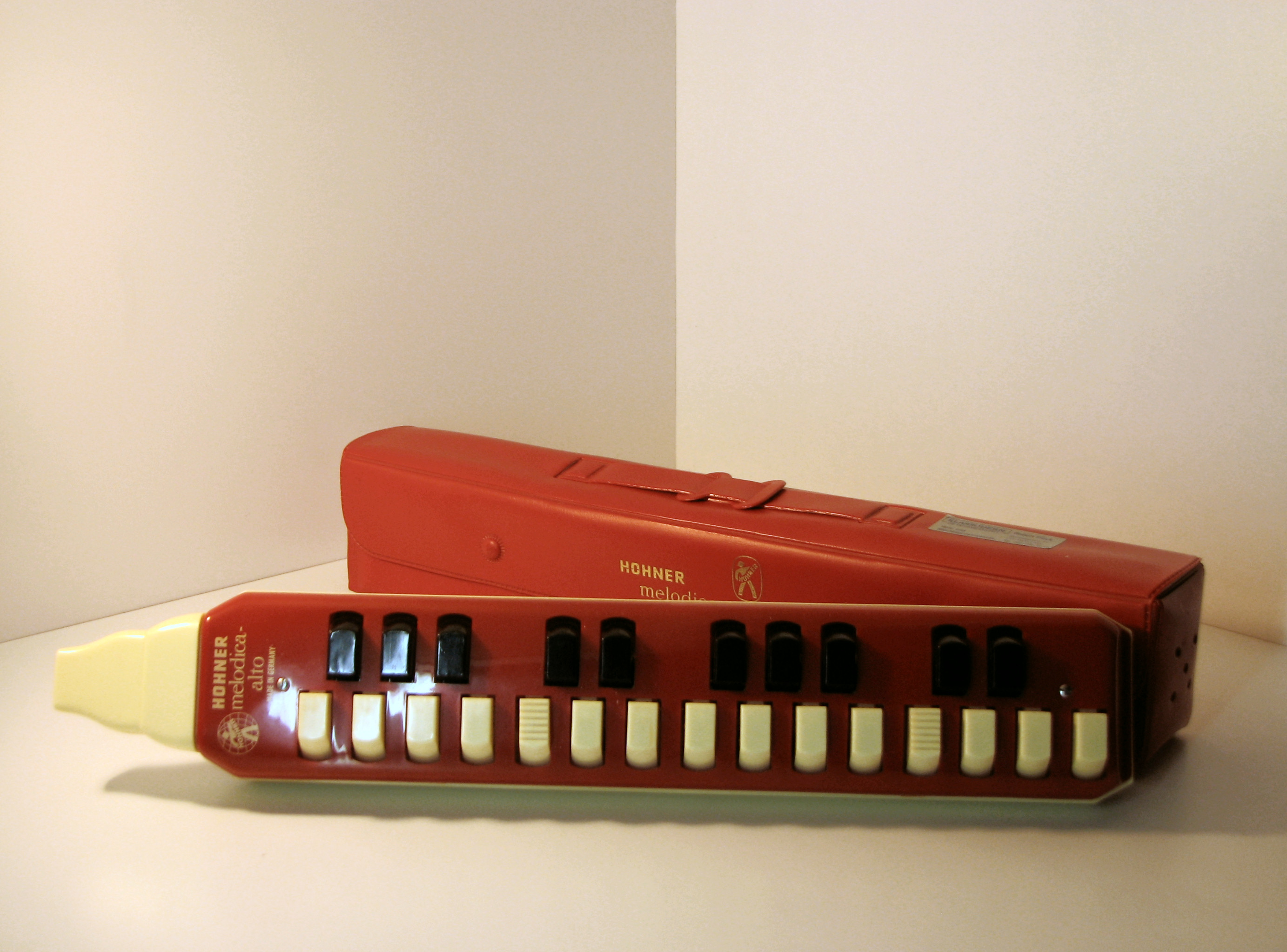
手鍵盤とボタン式鍵盤の折衷タイプ。ホーナー社の鍵盤ハーモニカ。
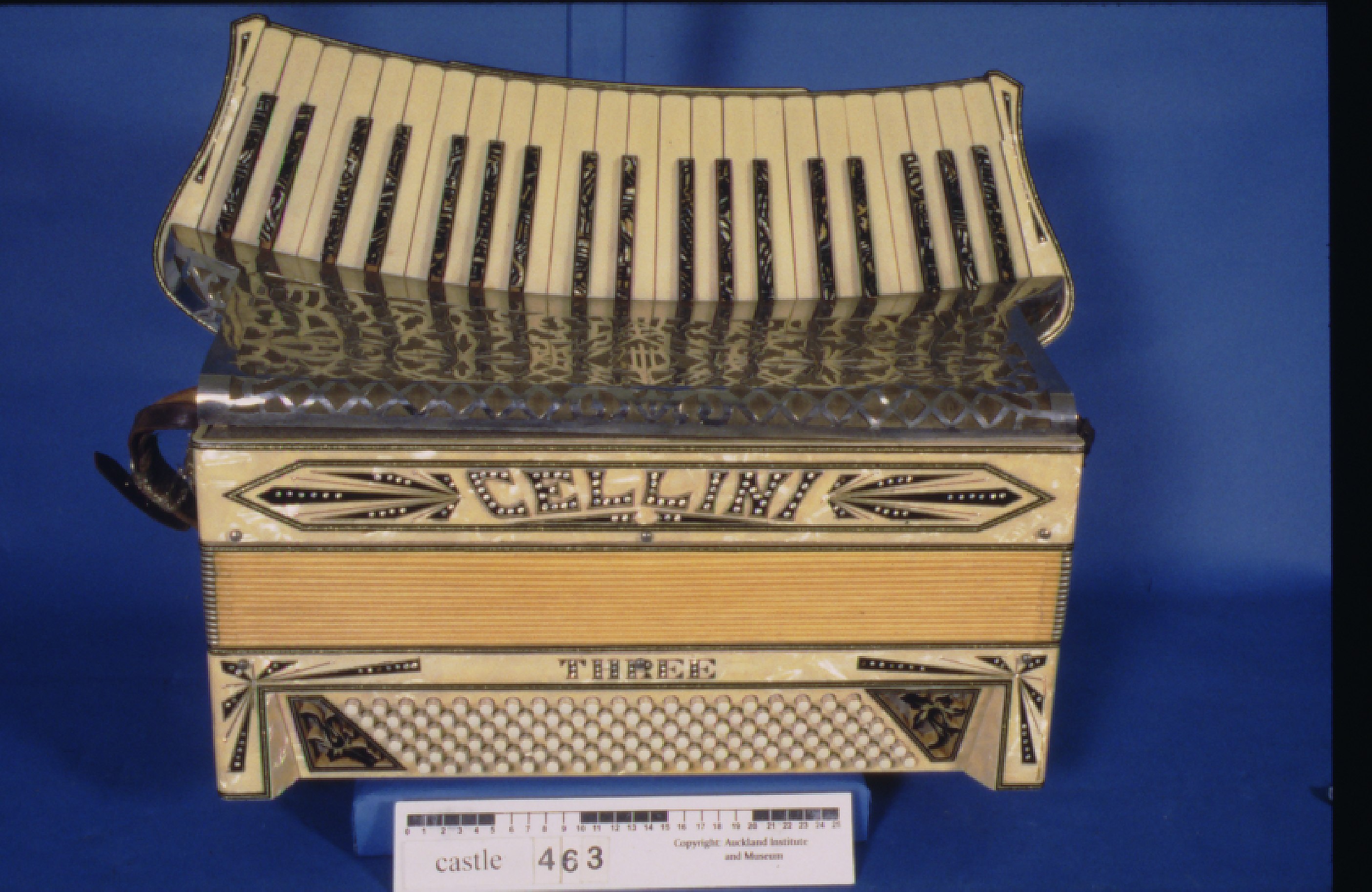
湾曲型鍵盤。通常の直線型鍵盤にくらべ、湾曲型は右手を右肘を軸とするコンパスのように動かせばよいので、人間工学的には合理的であるが、普及しなかった。

#### ボタン式鍵盤
ボタン式鍵盤は、小型の丸いボタンキーが並んだものである。
- ピアノ式配列　　日本の大正琴や、コーカサスの東方アコーディオン、その他で見られる。

- 非ピアノ式配列　　アコーディオン、バンドネオン、コンサーティーナなどの蛇腹楽器など、鍵盤の面積をコンパクトにまとめる必要がある鍵盤楽器に用いられることが多い。キー配列はピアノの様な一般的な鍵盤とは大きく異なり、さらにダイアトニック配列のものは蛇腹を押すときと引くときで1つのボタン式鍵盤から別の音が出る。ボタン式鍵盤の利点は、狭いスペースに複数列の鍵盤を配することも可能なことで、通常の手鍵盤では届かない2オクターブ以上もの音程を片手で押さえることもできる。またボタン式鍵盤は構造上、鍵盤間に適度なすきまが確保されているため、(ピアノなどで初心者が犯しがちな)隣接する鍵盤を間違って同時に押してしまうというミスタッチからも自由である。その反面、ピアノ式鍵盤なら簡単にできるグリッサンド奏法がボタン式鍵盤では難しいなど、不利な点もある。

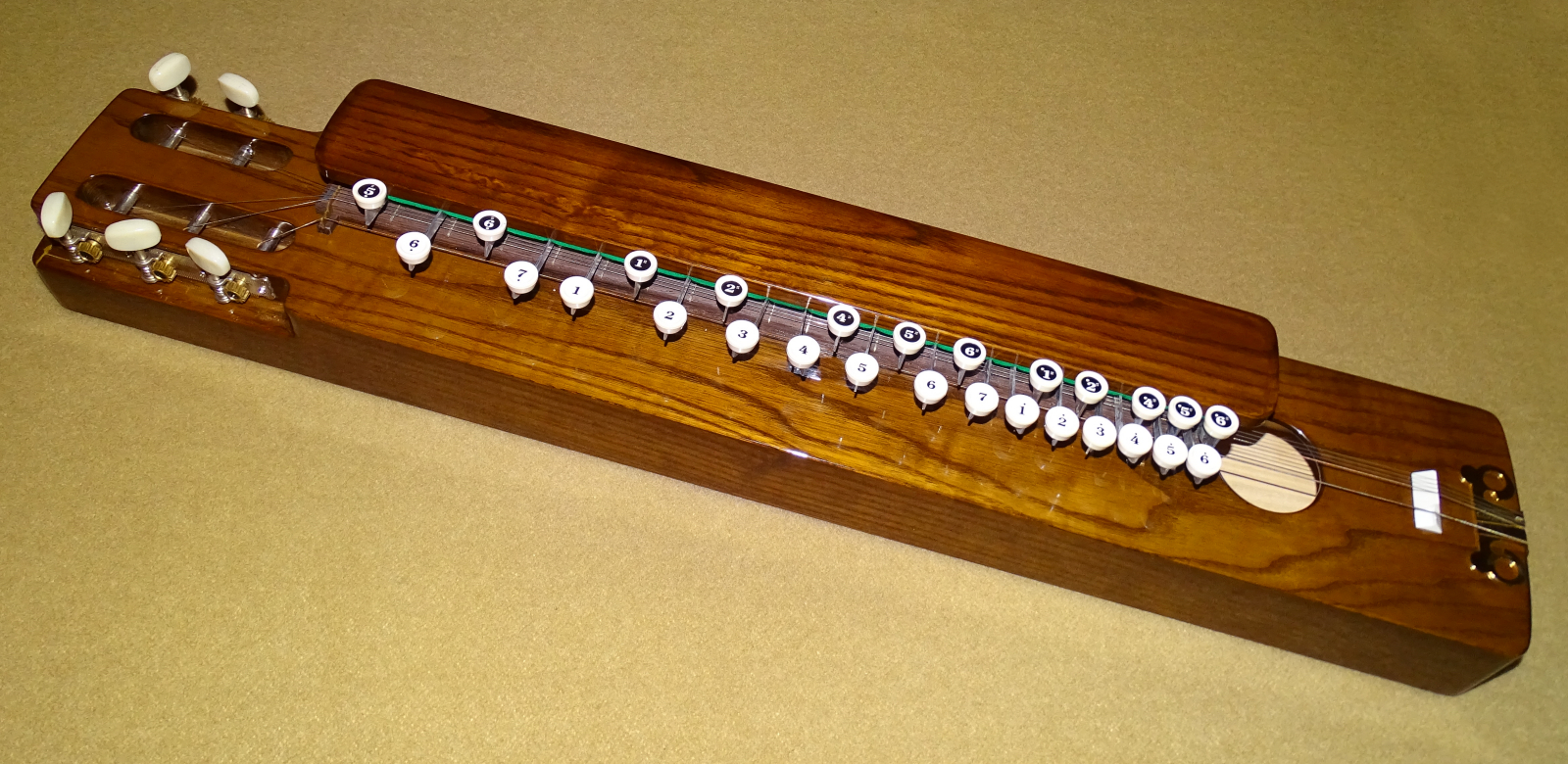
大正琴のボタン式鍵盤。各ボタンの「1234567」の洋数字はそれぞれ「ドレミファソラシ」を表し、半音のボタンはピアノ式鍵盤の黒鍵と同様の要領で並んでいる。
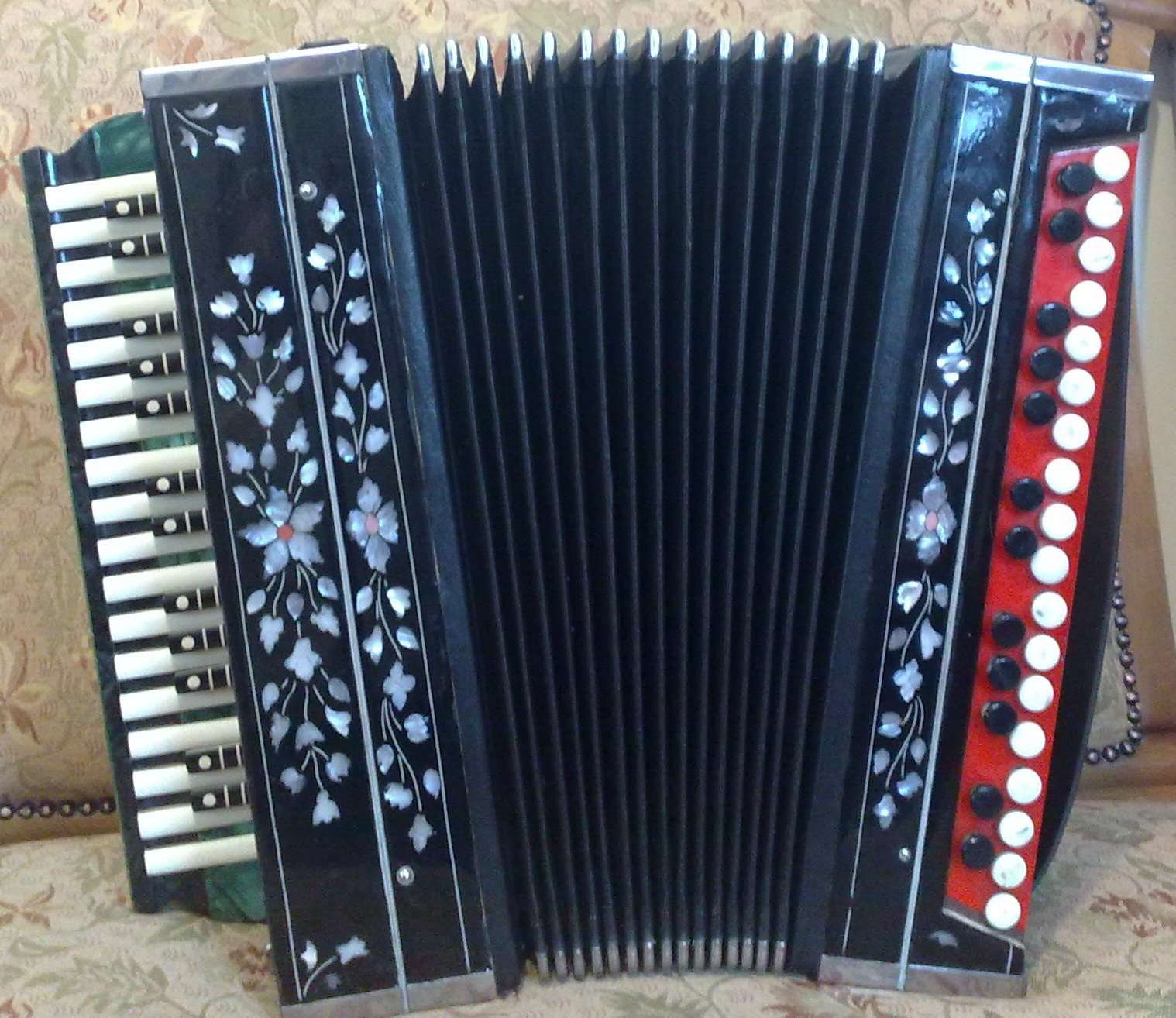
コーカサスの東方アコーディオン。演奏者から見て左手側(写真の向かって右側)のベースボタン鍵盤は、ピアノ式鍵盤の白鍵と黒鍵の配列と同様である。
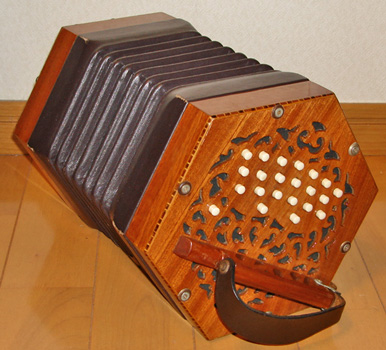
このコンサーティーナは2㎏未満の軽小な楽器だが、ダイアトニック配列のボタン式鍵盤を採用することにより、ピアノの音域(88音)の半分近い42音を確保している。
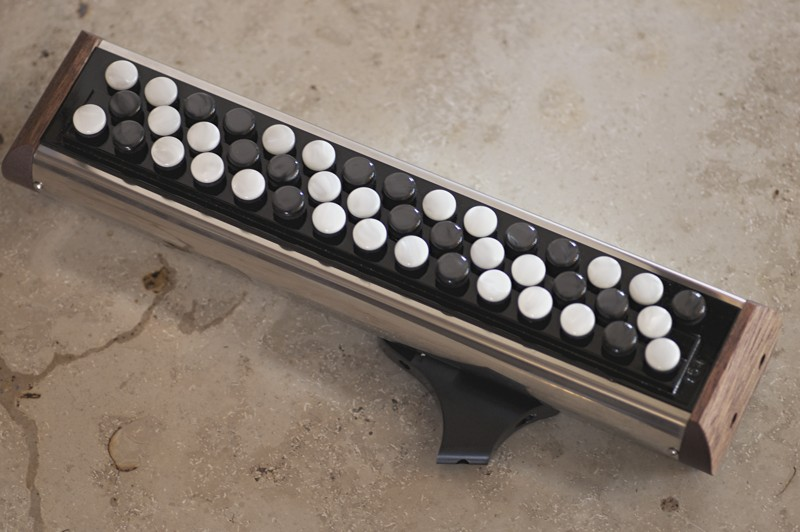
ボタン式鍵盤の鍵盤ハーモニカ。教育楽器でおなじみのピアノ式鍵盤ハーモニカと比べ、狭い面積に多くの鍵をつめこむことができ、楽器の演奏性能が向上している。

#### バトン式鍵盤
カリヨンはバトンと呼ばれる棒で構成する鍵盤を備え、拳で叩いて演奏する。片手で1音ずつしか演奏できないため足鍵盤を併設するものが多い。

### 足鍵盤
足で踏んで使用する鍵盤で、主にオルガンで用いられる。オルガンの足鍵盤についてはオルガン#足鍵盤を参照。
クラヴィコード、チェンバロ、ピアノでも足鍵盤を備えるものがある。

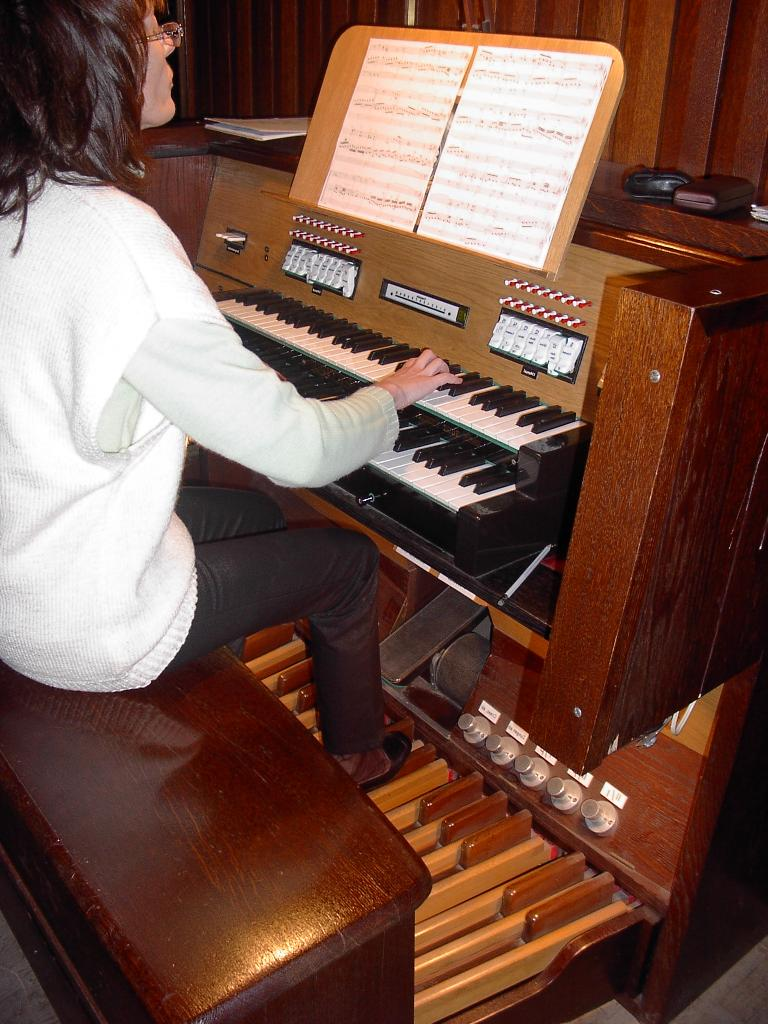
オルガンの手鍵盤と足鍵盤
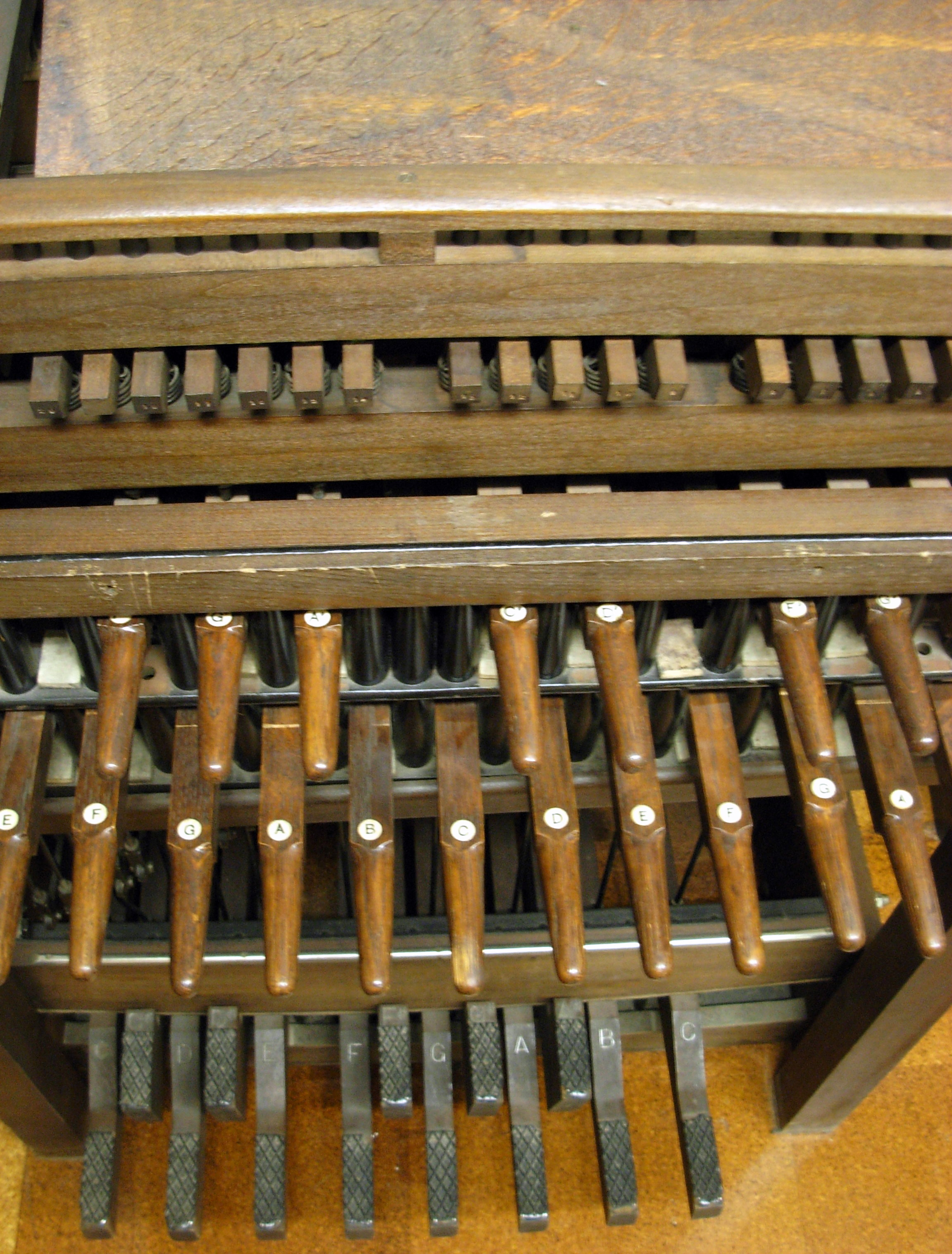
カリヨンのバトン式鍵盤
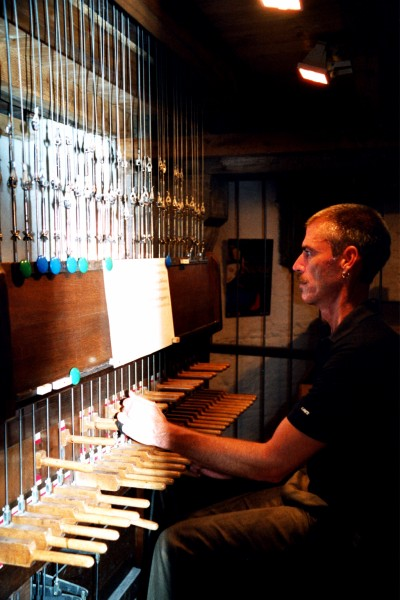
バトン式鍵盤の演奏例

### その他の鍵盤
上記の他にも楽器の特性にあわせて、さまざまな形状の鍵(キー)が考案されてきた。

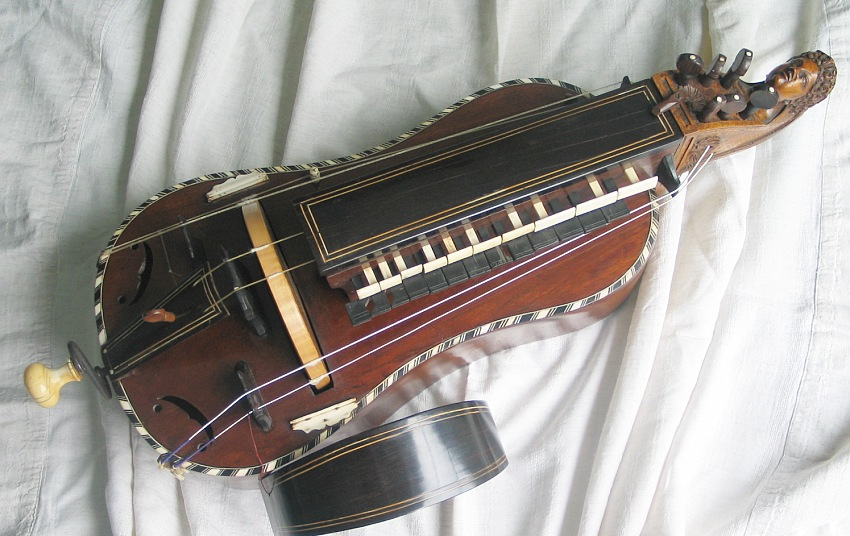
ハーディ・ガーディのタンジェント形鍵盤。
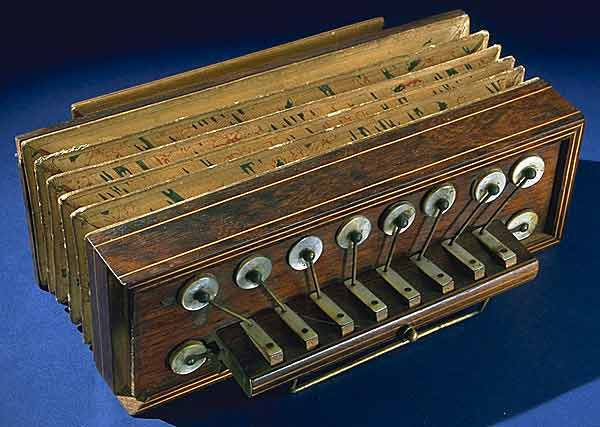
19世紀のアコーディオンの小片形鍵盤
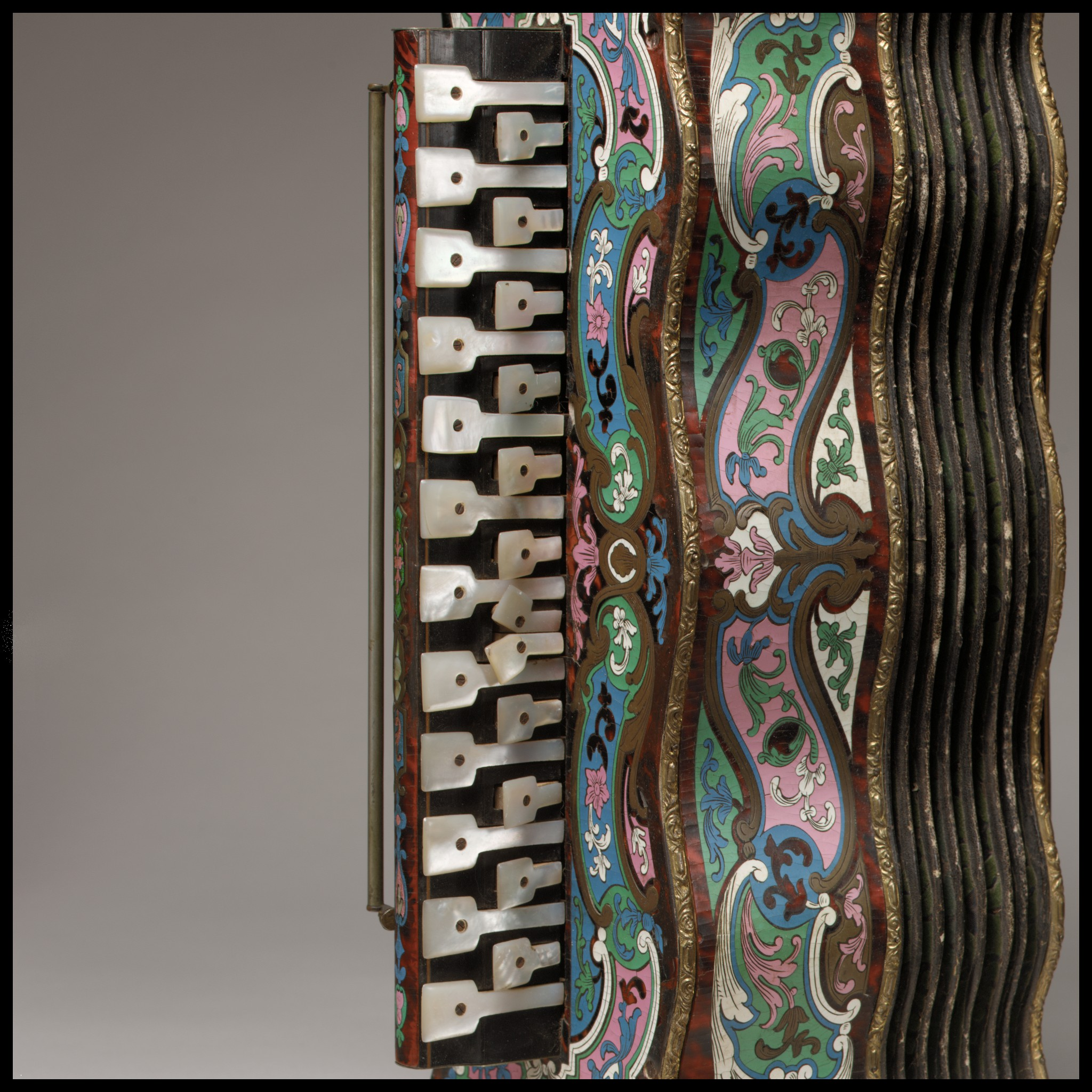
19世紀のアコーディオンの平スプーン形鍵盤
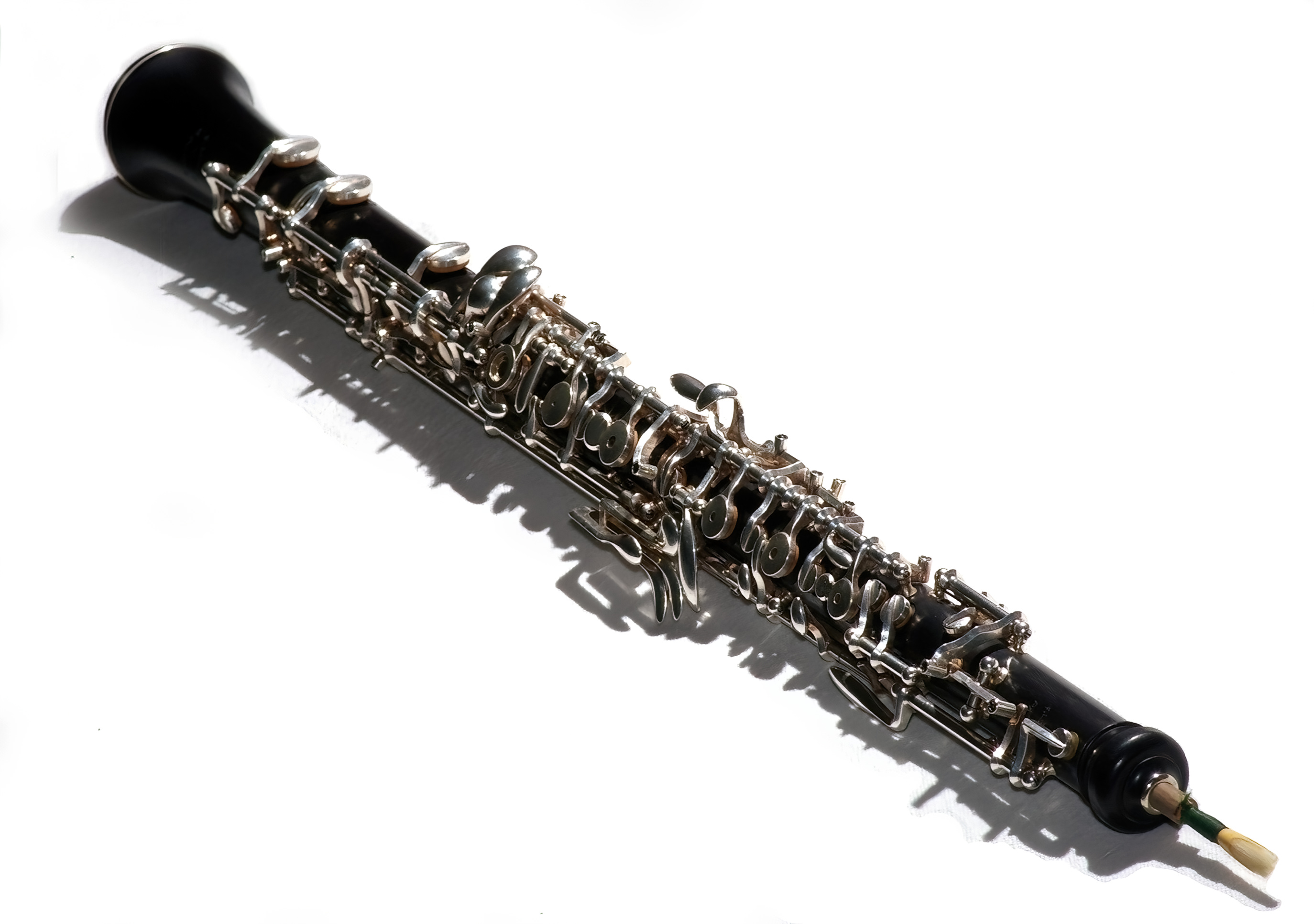
オーボエのキーメカニズム(鍵装置)。キーボード(鍵盤）ではない。

### 特殊な鍵盤

#### 分割鍵盤
分割鍵盤とは、主に16世紀から17世紀初期にかけて見られる、純正な音程を得るために派生音鍵や幹音鍵の一部もしくは全部を分割した鍵盤をさす。スプリットキーあるいはエンハーモニック鍵盤（英語: Enharmonic keyboard）ともいう。これによって異名同音を弾き分けることができる。ト鍵とイ鍵の間の派生音鍵が嬰トと変イに、ニ鍵とホ鍵の間の派生音鍵が変ホと嬰ニに分かれているものがよく見られる。特に複雑な例としてアルキチェンバロ(en:Archicembalo)があり、これは1オクターブ内に36の鍵を持つチェンバロである。

#### Harmonic Table interfaceに基づく鍵盤
あるキーの奥行き方向に隣接した位置のキーの音は完全五度、左斜め上の隣が短三度、右斜め上の隣が長三度、で並べてある配列の鍵盤楽器(en:Harmonic table note layout)。製品として、C-Thru Music社のAXiS-64およびAXiS-49があるほか、タッチパネル画面を利用したソフトウェア鍵盤がある。やや見た目が似ているので混同される後述のクロマチック鍵盤楽器（製品名ホールトーンなど）とは、配列が全く異なり、奥行き方向にも異なる音程差がある六角形のキーがハチの巣状に配置されている。

#### クロマチック鍵盤
ムトウ音楽メソッド（＝クロマチックシステム）に基づく「半音配列+全音配列」の鍵盤レイアウトがなされた鍵盤楽器。 やや見た目に似たところがあるので混同される上述のHarmonic Table interface方式の配列と全く異なり、奥行き方向には音の高さに変化はなく、奥行き方向に長い同一のキーに、押し場所の異なるボタンが付いている。左右に隣り合ったキーのボタン位置は、互い違いにずらしてあるので、左右方向に二鍵隣のキー（全音配列）が直接隣に接して並んでいるように扱える。左右方向のみ音の高さが変化する面ではピアノと共通するが、ピアノの配列と異なり、全ての調を平等に扱い、左右方向に隣り会ったあったキー同士が同じ高低差（音程）で均一の距離に配置されているので、転調しても全ての調において同じ運指の演奏ができる。 五線譜と異なり、上下位置関係が隣りあった全ての音符の関係が、同じ高低（音程）差である記譜法も合わせて提唱され、この記譜法（クロマチック・ノーテーション）による表示画面と連動する電子楽器（クロマトーン）もある。 鍵盤上の視覚的な距離の差と音程の差が比例的に一致しているため、「音程を直感的に把握し易い・相対音感が付きやすい」という教育的効果があるとされる。初期は電子楽器ではないピアノを改造したアクースティック楽器として発表され、のちに電子楽器としてホールトーン、クロマトーンが製品化された。

## 鍵盤の音域
現存最古の鍵盤楽器音楽集であるロバーツブリッジ写本（1360年頃）の音楽はcからe′′の2オクターヴと3度の音域で、fから上は完全な半音階の鍵盤を要求する。15世紀後半から16世紀前半頃に一般的だった鍵盤の音域はFからa′′であり低音のF＃とG＃は欠けていることが多かった。イタリアでは最高音がc′′′またはf′′′まであるのが普通だった。16世紀後半には最低音がショート・オクターヴでCにまで拡大された。18世紀にはチェンバロの音域はF′からf′′′の5オクターヴに達した。ピアノは19世紀にはF′からf′′′′の6オクターヴとなり、20世紀にはA′′からa′′′′の7オクターヴとなった。現在ではピアノの鍵盤はA′′からc′′′′′の88鍵が標準である。一方でオルガンの手鍵盤は現在でも5オクターヴを超えるものは稀である。ピアノは88鍵という規格が定着したが、ベーゼンドルファーなど一部メーカーではさらに音域を拡張したピアノも製作されている。

## 鍵盤による表現
クラヴィコードにおいては、打鍵後の鍵盤動作によってヴィブラート(ベーブング)を表現することができる。20世紀になって発明されたオンド・マルトノにおいても、鍵盤動作によるヴィブラートが可能である他、リボンによるポルタメントの演奏など、新しい鍵盤楽器としての機能が拡大された。